# Benoît Albert (rugby à XV)
Pour les articles homonymes, voir Benoît Albert et Albert.
Ne pas confondre avec Benoît Albert , entraineur de rugby à XIII
Pas d'image ? Cliquez ici

a Compétitions nationales et continentales officielles uniquement.

Dernière mise à jour le 2 mars 2023.
Benoît Albert, né le 13 août 1977 à Castres (Tarn), est un ancien joueur de rugby à XV français qui évoluant au poste de centre (1,85 m pour 92 kg). Il devient arbitre après sa carrière de joueur.

## Carrière
- Castres olympique jusqu’en 2000.
- US Montauban de 2000 à 2007.
- FC Auch de 2007 à 2008.
- SC Mazamet de 2008 à 2010.
- RC Montauban de 2010 à 2011.

## Palmarès

### En club
- Champion de France Cadet en 1996 avec le Castres olympique.
- Champion de France de Pro D2 en 2001 et 2006 avec l'US Montauban.

### Distinction personnelle
- Meilleur réalisateur du championnat de France de Pro D2 en 2001 avec 360 points.